# NGC 514
NGC 514 é uma galáxia espiral localizada na direção da constelação de Peixes. Possui uma magnitude aparente de +11,6, uma declinação de +12º 55' 00" e uma ascensão reta de 1 hora, 24 minutos e 3,9 segundos.